# エラーギン島

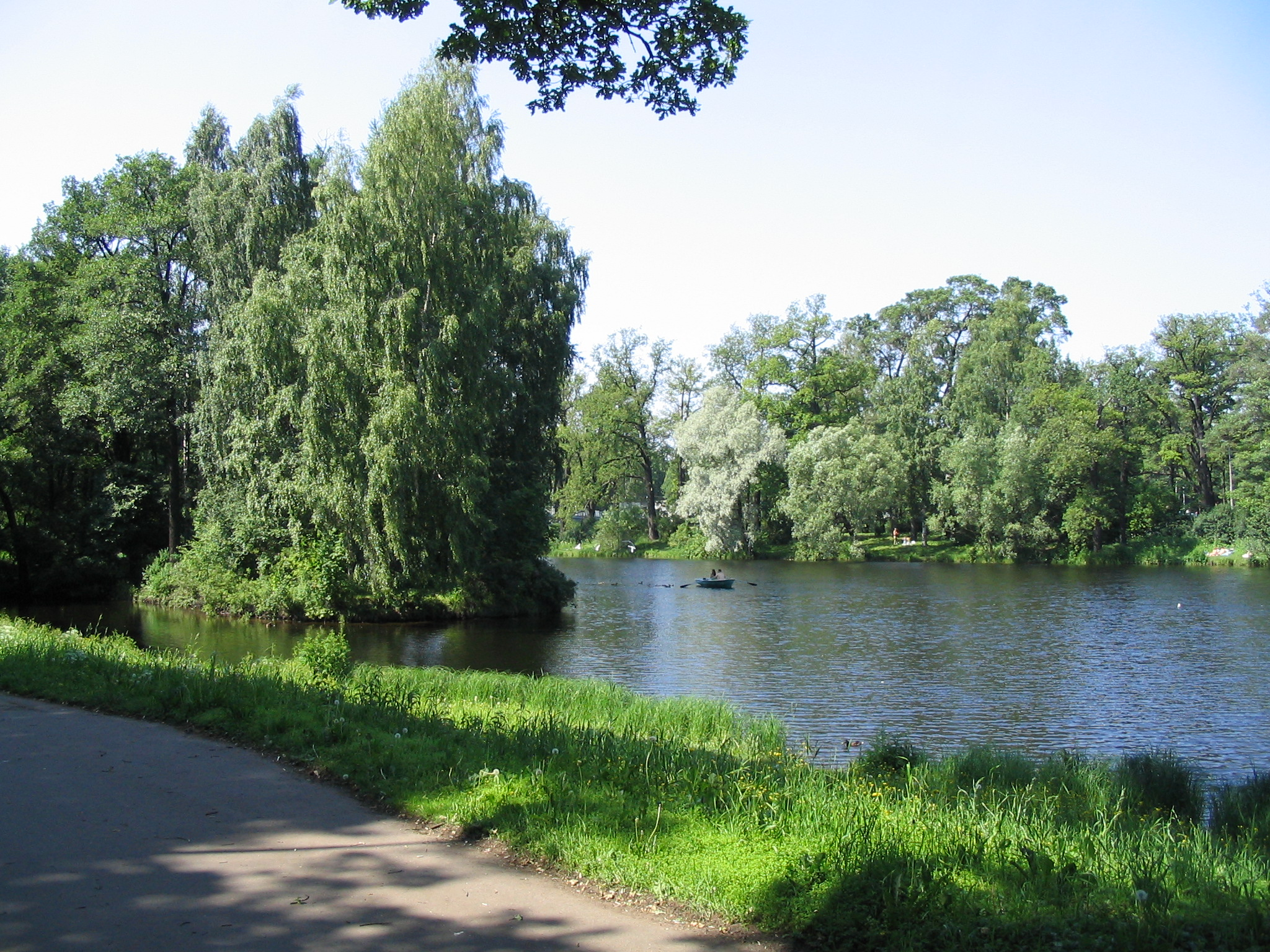
エラーギン島のボート池

エラーギン島（エラーギンとう、ロシア語: Елагин остров、ラテン文字転写の例：Yelagin Ostrov）は、ロシア、サンクトペテルブルクの北に位置するネヴァ川の分流の大ネフカ川（Bolshaya Nevka River）の中州。東にカーメンヌイ島が隣接する。当初、メルグノフ島 Melgunov Islandといった。エラーギン島は、水と緑の豊かな島で、ロシア皇帝や皇帝一家に近い人々が保養する建物としてエラーギン宮殿が建てられた。宮殿の建物は、島の東側にある宮殿本館と大膳、温室、厩舎がある。20世紀になり開放され、現在はペテルブルク市立文化休暇公園として一般に開放されている。島の中央部は池や水路が縦横に走り、カヌーをレンタルすることで周遊できる。